# Gwynedd Valley
Gwynedd Valley è una comunità non incorporata nella Lower Gwynedd Township, nella contea di Montgomery, nello stato americano della Pennsylvania.
Vi ha sede il campus della Gwynedd Mercy University.